# Nyabukongoro
Nyabukongoro är ett vattendrag i Burundi.   Det ligger i provinsen Muramvya, i den centrala delen av landet, 30 km öster om huvudstaden Bujumbura.
Omgivningarna runt Nyabukongoro är en mosaik av jordbruksmark och naturlig växtlighet. Runt Nyabukongoro är det tätbefolkat, med 331 invånare per kvadratkilometer.